# Iouri Prokhorov
Pour les articles homonymes, voir Prokhorov.
Ne doit pas être confondu avec Yuri Prokhorov.
Iouri Vassilievitch Prokhorov (en russe : Ю́рий Васи́льевич Про́хоров), né le 15 décembre 1929 à Moscou et mort le 16 juillet 2013 , est un mathématicien soviétique et russe, actif dans le champ de la théorie des probabilités. Il fait son doctorat avec Andreï Kolmogorov à l'université d'État de Moscou, où il soutient sa thèse en 1949.
Porkhorov devient membre correspondant de l'Académie des sciences d'URSS en 1966, et membre à part entière en 1972. Il est vice-président de l'Union mathématique internationale entre 1979 et 1982. Il est lauréat du Prix Lénine en 1970, décoré de l'Ordre du Drapeau rouge du Travail en 1975 et 1979. Il contribue aussi à la Grande Encyclopédie soviétique.